# Nehézipari Minisztérium
A Nehézipari Minisztérium  a Magyar Népköztársaság egyik minisztériuma volt 1949 és  1980 között. Utódja az Ipari Minisztérium lett. Rövidítése: NIM. Vezetője a nehézipari miniszter volt.  
Korabeli meghatározás szerint a Nehézipari Minisztérium a bányászat, a villamosenergia- és a vegyipar szervezését, irányítását és ellenőrzését végző országos hatáskörű, legfőbb szakigazgatási szerv volt. 

## Története
A minisztérium előzményének tekinthető az 1946 decemberében megalakult Nehézipari Központ (NIK), amely 1949-ig, a Nehézipari Minisztérium megalakulásáig állt fenn. 
A nehézipari ágazat irányítására ezen a néven először jött létre minisztérium 1949. június 11-én. Az Iparügyi Minisztérium kettéválasztásával jött létre. Ezt a Nehézipari Minisztériumot 1950. december 16-án felosztották Kohó- és Gépipari Minisztériumra, valamint Bánya- és Energiaügyi Minisztériumra. 
A második Nehézipari Minisztériumnak nevezett minisztérium 1953. július 4-én jött létre, amikor az addigi Bánya- és Energiaügyi Minisztériumot összevonták a Vegyipari Minisztériummal. 1953. július 7-től a bányarendészeti főhatóság ismét a Nehézipari Minisztérium
szervezetébe került, de most már nem osztályként, hanem Bányaműszaki Főfelügyelőség megnevezéssel, Havrán István vezetésével.   Ez a változás sem volt hosszú életű, mivel ez a minisztérium 1954. október 9-én megszűnt: szétválasztották Szénbányászati Minisztériumra, valamint Vegyipari és Energiaügyi Minisztériumra.
A harmadik minisztérium Nehézipari Minisztérium 1957. január 1-jével alakult meg a Bánya- és Energiaügyi Minisztériumból, valamint a Vegyipari Minisztériumból. Ez a Nehézipari Minisztérium 1980. december 31-vel megszűnt, az Ipari Minisztérium  mint jogutód 1981. január 1-jével való létrehozásával. 

## Vezetői
- Czottner Sándor 1949-50-ben a Nehézipari Minisztérium politikai államtitkára, 1950-53-ban bánya- és energiaügyi miniszter, 1953-54-ben a nehézipari miniszter első helyettese. 1954. október 9-től 1956. július 30-ig szénbányászati, 1956. július 30-tól 1956. október 31-ig ismét bánya- és energiaügyi miniszter. 1957-ben a Nehézipari Miniszterium megbízott vezetője, majd 1957-től 1963-ig, nyugalomba vonulásáig nehézipari miniszter volt.
- Lévárdi Ferenc 1958. január 29. és 1963. március 20. között a nehézipari miniszter első helyettese volt. 1963. március 20-tól nehézipari miniszter volt nyugállományba vonulásáig, 1971. május 12-ig.
- Szekér Gyula 1957–63-ig a Nehézipari Minisztériumban miniszterhelyettes, 1963 és 1971 között a miniszter első helyettese, majd 1971-től 1975-ig nehézipari miniszter volt.
- Simon Pál nehézipari miniszter 1975. május 15-től a minisztérium megszűnéséig, 1980. december 31-ig.